# Melikgazi
Melikgazi ist eine Stadtgemeinde (Belediye) im gleichnamigen Ilçe (Landkreis) der Provinz Kayseri in der türkischen Region Zentralanatolien und gleichzeitig ein Stadtbezirk der 1988 gebildeten Büyükşehir belediyesi Kayseri (Großstadtgemeinde/Metropolprovinz). Seit der Gebietsreform ab 2013 ist die Gemeinde flächen- und einwohnermäßig identisch mit dem Landkreis. Die Im Stadtlogo vorhandene Jahreszahl (1989) dürfte auf das Jahr der Ernennung zur Stadtgemeinde (Belediye) hinweisen.
Der Landkreis/Stadtbezirk liegt im westlichen Zentrum der Provinz und grenzt im Osten an Bünyan, im Südosten an Talas, im Südwesten an Hacılar, im Westen an İncesu und im Norden an Kocasinan. Durch den Landkreis verläuft die Fernstraße D-300, die von Kayseri bis nach Van führt. Außerdem durchquert eine Landstraße den Kreis von Norden nach Süden, die über das Massiv des Erciyes Dağı die Provinzhauptstadt mit Develi verbindet. Der erloschene Vulkan, auf dessen Eruptionen ein großer Teil der Tufflandschaft von Kappadokien zurückzuführen ist, liegt ebenfalls in dem Landkreis. Im Südosten liegt der See Tekir Göleti, im Nordosten der Stausee Sarımsaklı Barajı, in dem der Bünyan Çayı aufgestaut ist.

## Verwaltung
Auf der Grundlage des Gesetzes 3508 vom 7. Dezember 1988 wurde der zentrale Landkreis der Provinzhauptstadt (Merkez Ilçe) in zwei Kreise geteilt. Dabei wurde aus dem Südteil der Kreis Melikgazi gebildet. 53 Mahalle der Provinzhauptstadt bilden nun die neue namensgebende Belediye. Außerdem wurden 14 Dörfer und sechs Belediye (Ağırnas, Bağyurdu, Hacılar, Hisarcık, Kıranardı und Mimarsinan) dem neuen Kreis zugewiesen. Die Dörfer Ambar und Konaklar wurden aufgelöst und als Mahalle (Ortsteile/Stadtviertel) der Belediye Melikgazi hinzugefügt.
(Bis) Ende 2012 bestand der Landkreis neben der Kreisstadt aus der Stadtgemeinden Ağırnas und 25 Dörfern (Köy) in zwei Bucaks, die während der Verwaltungsreform ab 2013 in Mahalle (Stadtviertel/Ortsteile) überführt wurden. Die 79 bestehenden Mahalle der Kreisstadt blieben unverändert erhalten, während die Mahalle von Ağırnas zusammengelegt wurden. Durch Herabstufung dieser Belediye und der Dörfer zu Mahalle stieg deren Zahl auf 81 an. Ihnen steht ein Muhtar als oberster Beamter vor.
Ende 2020 lebten durchschnittlich 10.035 Menschen in jedem dieser (nur noch) 58 Mahalle. Die bevölkerungsreichsten Mahalle sind
- Demokrasi (29.818)
- Gesi Fatih (31.181)
- Yıldırım Beyazıt (26.454)
- İldem Cumhuriyet (24.704)
- Alpaslan (24.220)
- Köşk (23.528)
- Esenyurt (22.367)
- Battalgazi (22.264)
- Selçuklu (21.500)
- Şirintepe (18.922)
- Keykubat (18.321)
- Bahçelievler (18.283)
- Osmanlı (17.754)
- Yeniköy (17.690)
- Esentepe (17.676)
- Hürriyet (15.335)
- Danişmentgazi (11.739)
- Tınaztepe (11.659)
- 19 Mayıs (11.574)
- Altınoluk (11.369)
- Aydınlıkevler (11.234)
- Kocatepe (10.796)
- Gültepe (10.675)
- Germir (10.622 Einw.)

## Sehenswürdigkeiten

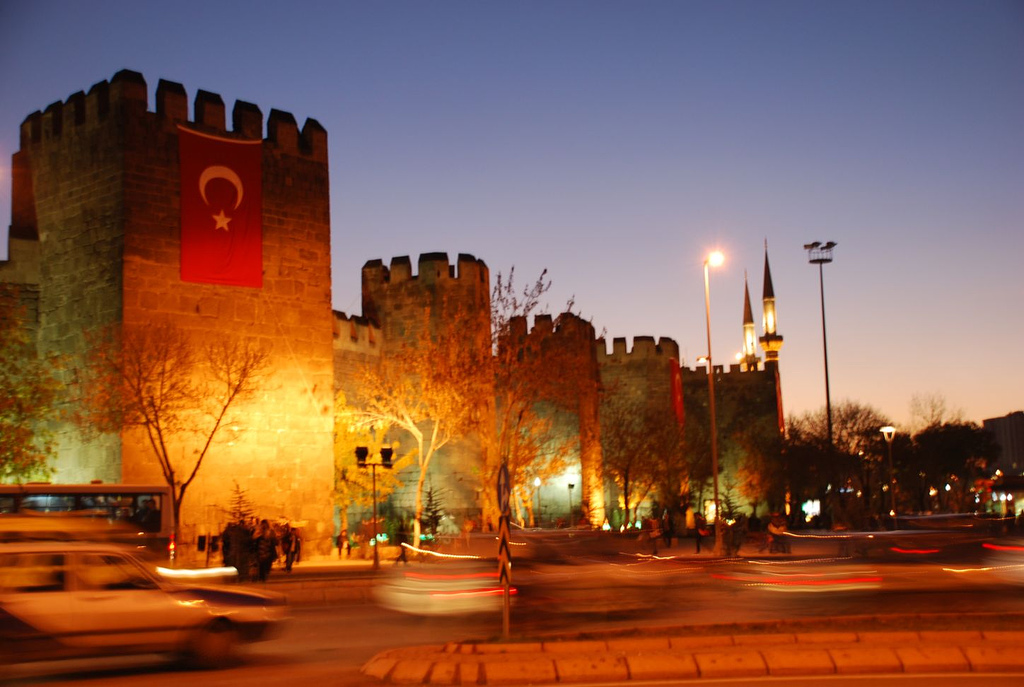
Zitadelle von Kayseri in Melikgazi

In Melikgazi, im Stadtgebiet von Kayseri, liegen die Zitadelle der Stadt, die in byzantinischer Zeit erbaut und von den Seldschuken erweitert wurde, der seldschukische Hunat-Hatun-Komplex (Hunat Hatun Külliyesi) aus dem 13. Jahrhundert mit Moschee, Medrese und Hamam, der Uhrturm (Saat Kulesi) sowie das Archäologische Museum. Die Erciyes-Universität (Erciyes Üniversitesi), die größte Universität der Stadt, liegt ebenfalls in Melikgazi. Der vermutete Geburtsort des osmanischen Architekten Sinan, Ağırnas, liegt im Nordosten des Landkreises, dort befindet sich auch eine unterirdische Stadt. Im Süden nahe dem Ort Hisarcık liegt die späthethitische Felsinschrift von Hisarcık aus dem 8. Jahrhundert v. Chr., die allerdings heute infolge der Urbanisierung und Überbauung der dortigen Landschaft nicht mehr auffindbar ist.

## Persönlichkeiten
- Mimar Sinan (um 1490–1588), osmanischer Architekt
- Berat Özdemir (* 1998), Fußballspieler